# امان ریزورتس
امان ریزورتس (انگلیسی: Aman Resorts) شرکت مهمان‌نوازی سنگاپوری است، که در سال ۱۹۸۸ تأسیس شد.